# Pristimera
Pristimera är ett släkte av benvedsväxter. Pristimera ingår i familjen Celastraceae.

## Bildgalleri

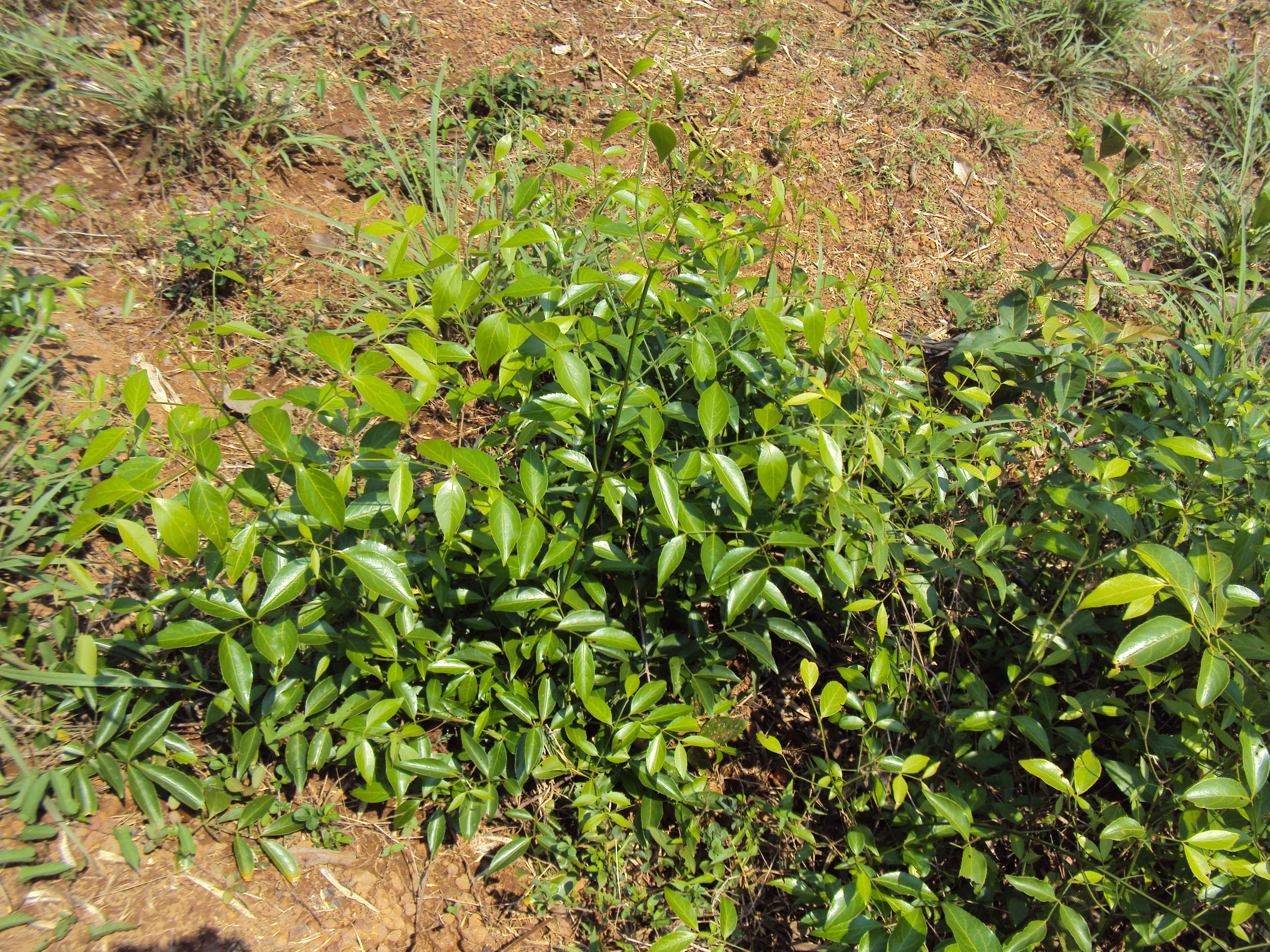
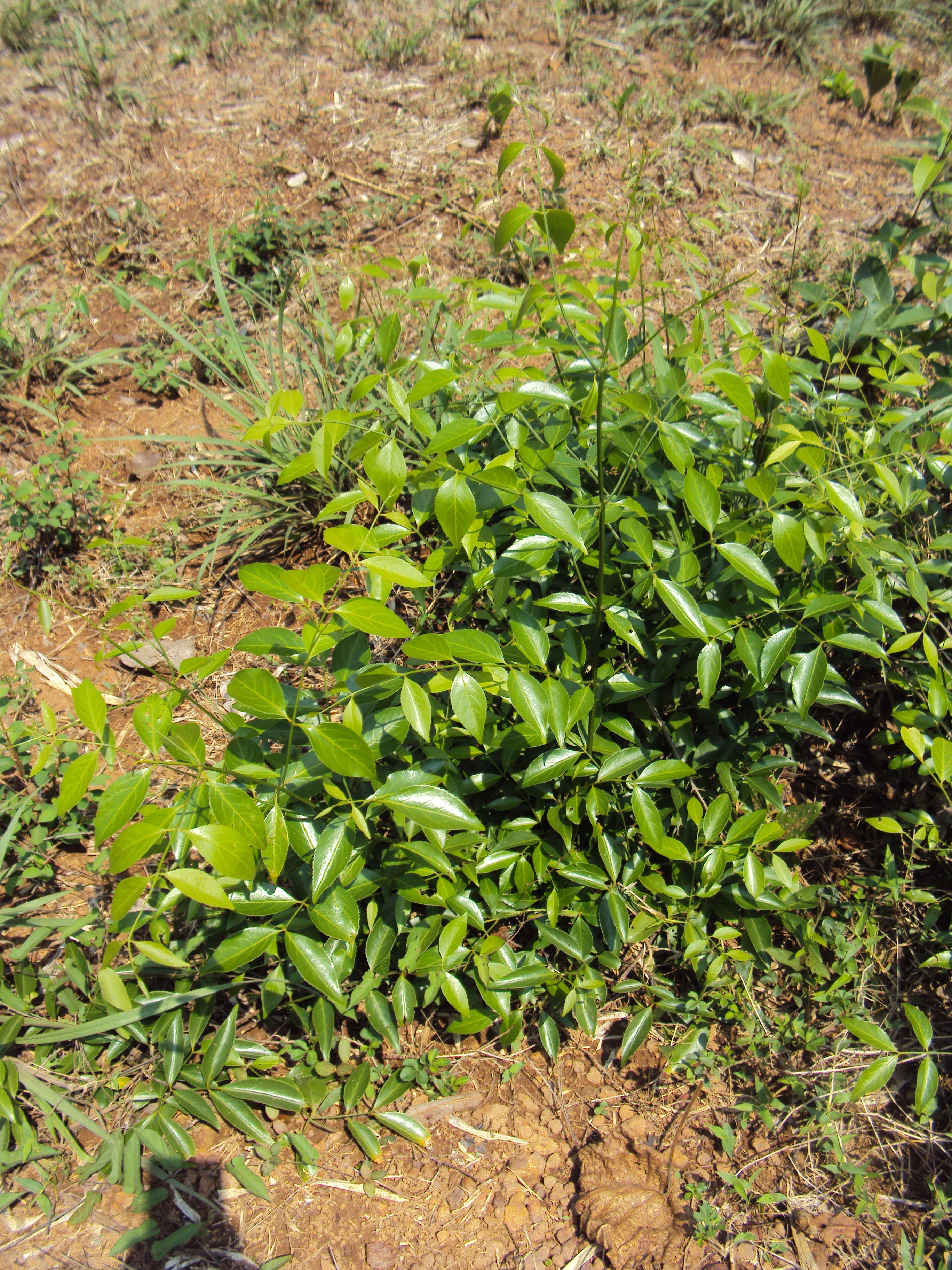
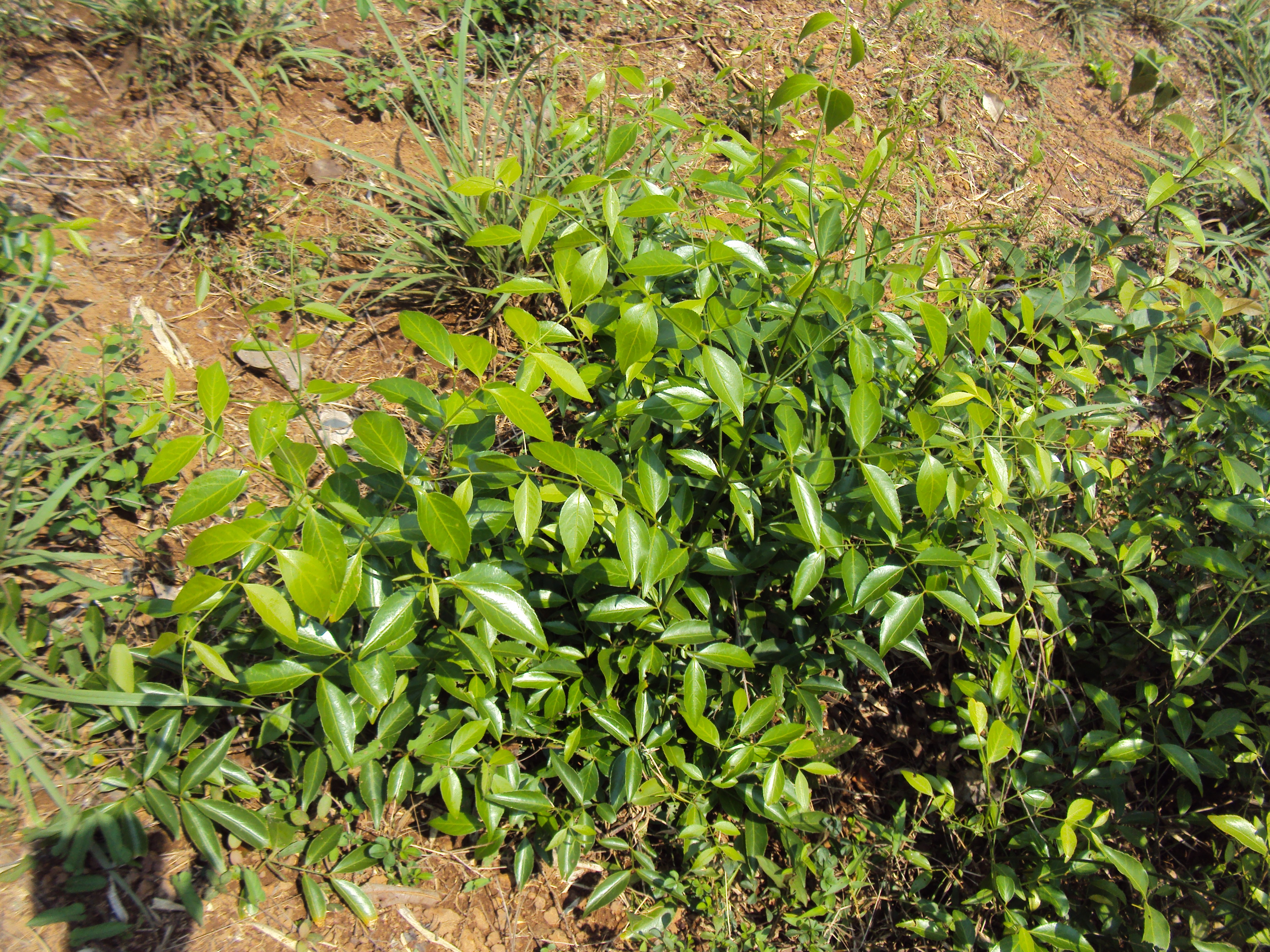
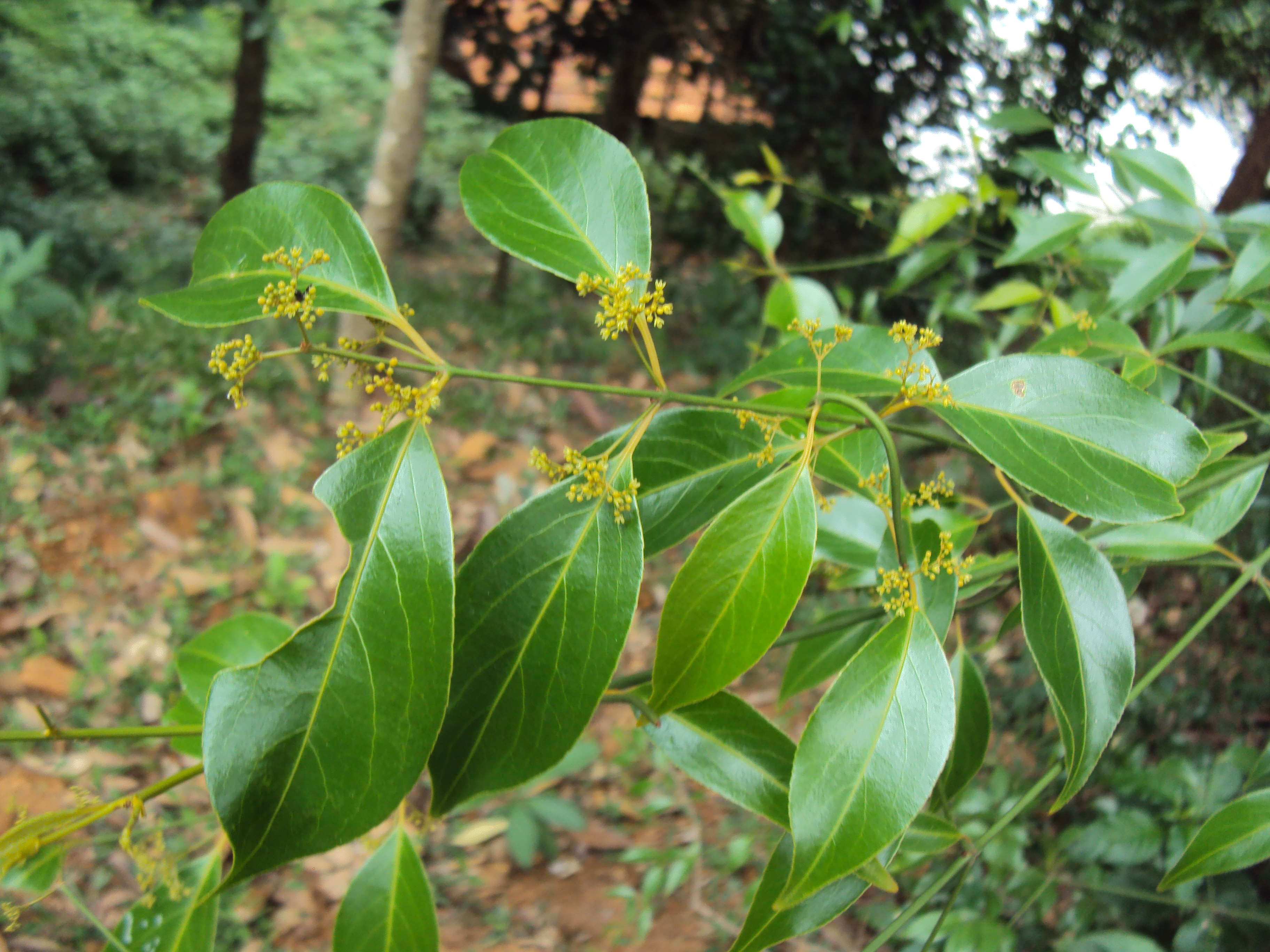
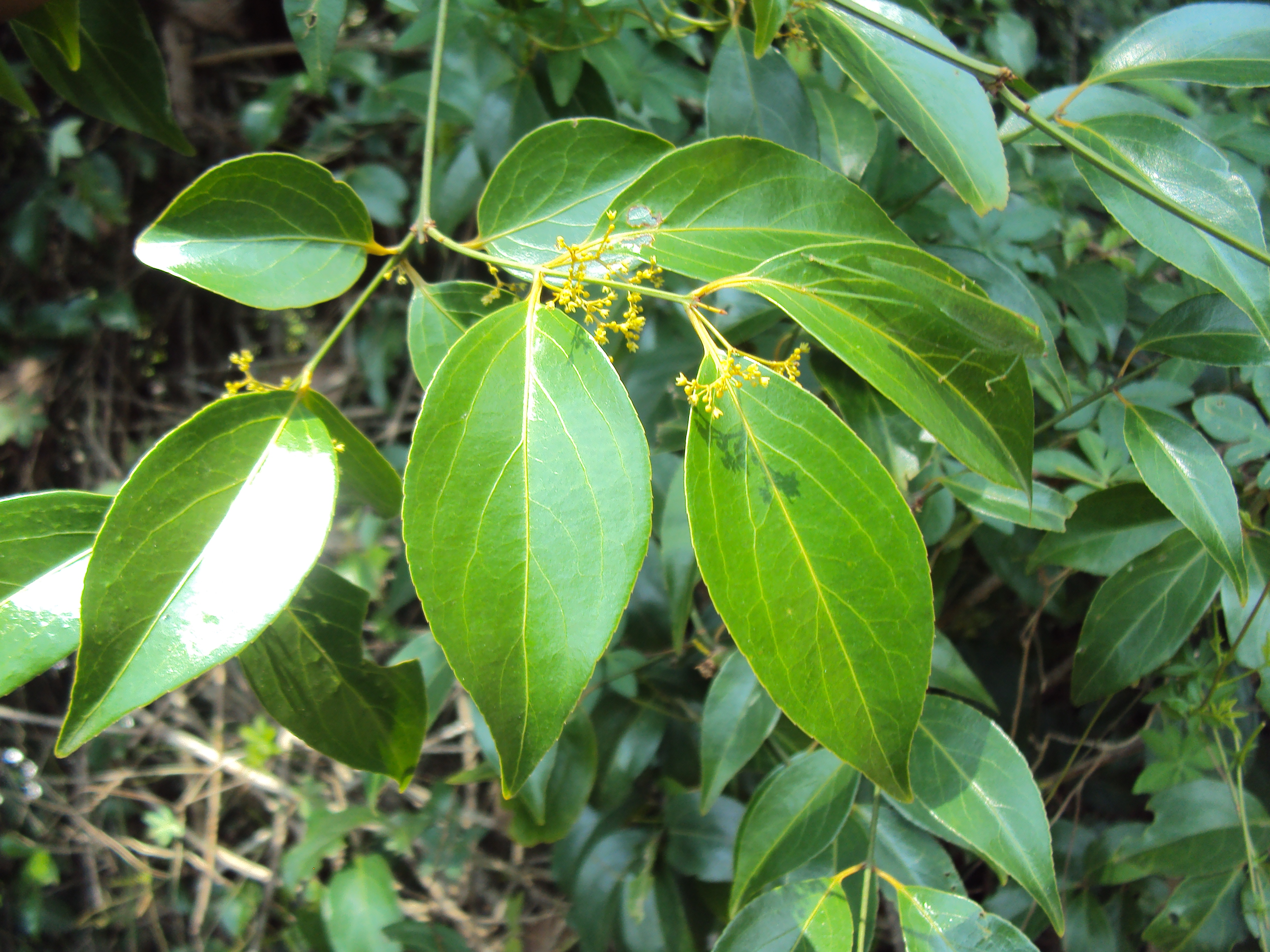
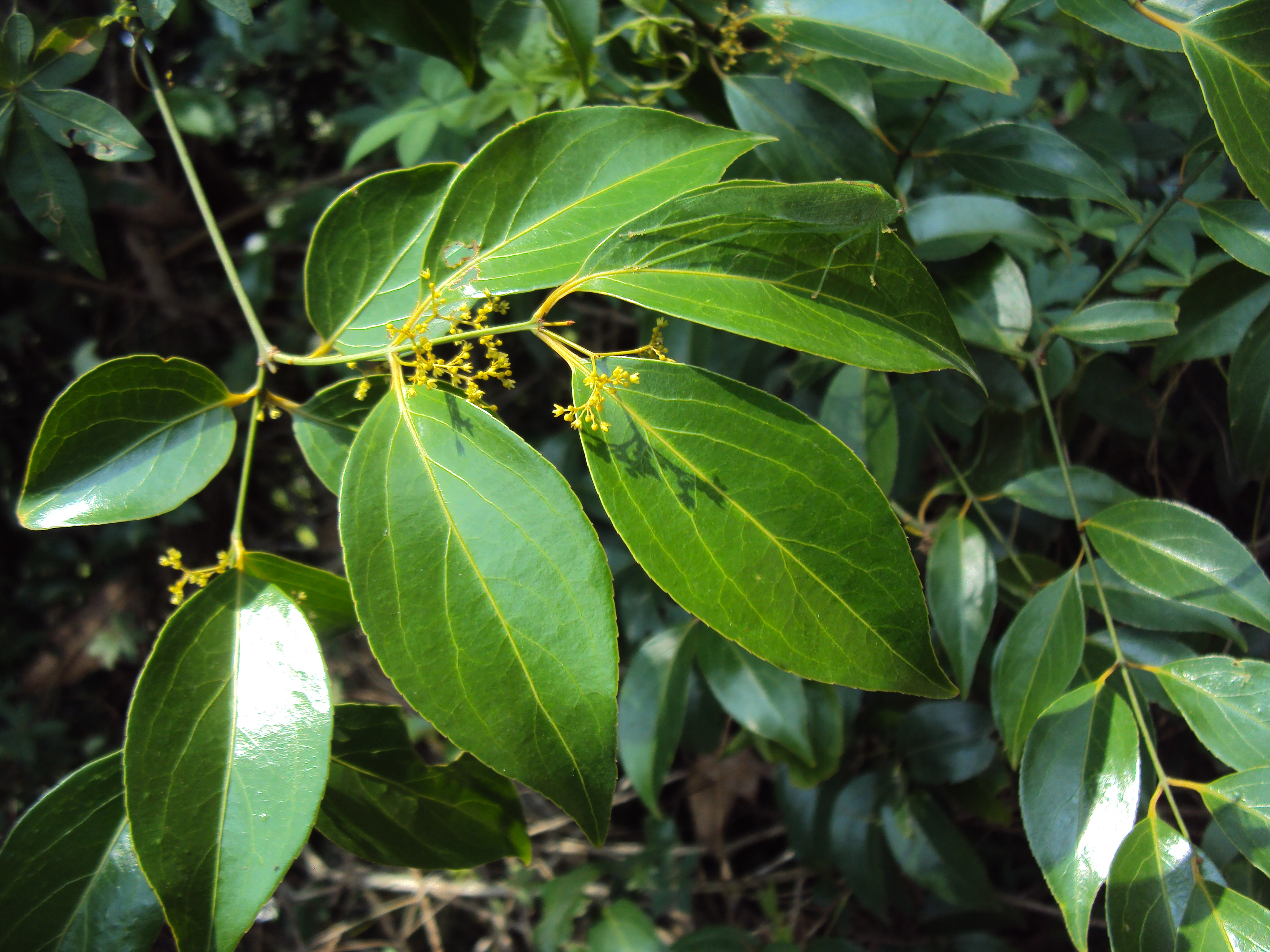

## Dottertaxa tillPristimera, i alfabetisk ordning[1]
- Pristimera andongensis
- Pristimera arnottiana
- Pristimera atractaspis
- Pristimera austin-smithii
- Pristimera biholongii
- Pristimera bojeri
- Pristimera breteleri
- Pristimera brianii
- Pristimera caribaea
- Pristimera caudata
- Pristimera celastroides
- Pristimera coriacea
- Pristimera dariense
- Pristimera delagoensis
- Pristimera dewildemaniana
- Pristimera fimbriata
- Pristimera glaga
- Pristimera goetzei
- Pristimera holdeniana
- Pristimera klaineana
- Pristimera longipetiolata
- Pristimera luteoviridis
- Pristimera malifolia
- Pristimera mouilensis
- Pristimera nervosa
- Pristimera paniculata
- Pristimera peglerae
- Pristimera plumbea
- Pristimera poggei
- Pristimera scheffleri
- Pristimera sclerophylla
- Pristimera staudtii
- Pristimera tabascensis
- Pristimera tenuiflora
- Pristimera tetramera
- Pristimera tisserantii
- Pristimera tulasnei
- Pristimera unguiculata
- Pristimera verrucosa